# داسو فالكون 10
داسو فالكون 10 (بالإنجليزية: Dassault Falcon 10)‏ هي نفاثة أعمال أنتجت في 1970 بفرنسا. من صناعة داسو للطيران. كان أول طيران لها في 1 ديسمبر 1970. ومازالت في الخدمة حتى الآن. صنع منها 226 طائرة.

## الطرزات
- فالكون ميني (Minifalcon): كان هذا هو الاسم الأصلي الذي اطلقتة الشركة على داسو فالكون 10.
- فالكون 10 (Falcon 10): طائرات النقل التنفيذية
- فالكون 10 إم إي آر (Falcon 10MER): طائرة النقل والاتصالات المخصصة للبحرية الفرنسية
- فالكون 100 (Falcon 100): صممت لتحل محل فالكون 10، وسلسلة 100 تميزت بزيادة وزن الإقلاع الاقصى، وصندوق أمتعة أكبر، وقمرة القيادة زجاجية.